# Didymodon norrisii
Didymodon norrisii är en bladmossart som beskrevs av Richard Henry Zander 1999. Didymodon norrisii ingår i släktet lansmossor, och familjen Pottiaceae. Inga underarter finns listade i Catalogue of Life.